# Изложба „Други бијенале графике Београд” (1992)
Изложба „Други бијенале графике Београд” се одржала у периоду од 23. новембра до 23. децембра 1992. године у Уметничком павиљону „Цвијета Зузорић” у Београду.

## Жири
Жири за доделу специјалног признања Бијенала су чинили:
- Бошко Карановић
- Срето Бошњак
- Вања Краут
- Велизар Крстић
- Љиљана Слијепчић

Жири за награде Бијенала су чинили:
- Никола Кусовац
- Братислав Љубишић
- Љиљана Ћинкул
- Јаков Ђуричић
- Жарко Смиљанић

## Комисија
Избор радова за изложбу је обавила комисија коју су чинили:
- Љубица Миљковић
- Зоран Тодовић
- Александар Ђурић
- Жана Гвозденовић

## Излагачи
1. Мујо Алагић
2. Милица Анђелковић
3. Миодраг Анђелковић
4. Лидија Атанасијевић
5. Мирослав Арсић
6. Слободан Бојовић
7. Бранка Брадић
8. Слободан Вилчек
9. Владимир Влајић
10. Милош Војновић
11. Биљана Вуковић
12. Веселин Вукашиновић
13. Мирјана Глишић
14. Милан Глаховац
15. Звонко Грмек
16. Сима Гуцунски
17. Миленко Дивљак
18. Славица Драгосавац
19. Живко Ђак
20. Зорица Ђорђевић
21. Жељко Ђуровић
22. Душица Жарковић
23. Миленко Жарковић
24. Милица Жарковић
25. Катарина Зарић
26. Љубинка Трша Ивезић
27. Тихомир Илијашевић
28. Зорана Јанковић
29. Миодраг Јелачић
30. Милица Јелић
31. Бошко Карановић
32. Бранимир Карановић
33. Илија Кнежевић
34. Слободан Кнежевић
35. Мито Коматина
36. Илија Костов
37. Еуген Кочиш
38. Велизар Крстић
39. Гордан Крчмар
40. Богдан Кршић
41. Дарко Лазић
42. Милан Лакић
43. Александар Луковић
44. Ранка Лучић Јанковић
45. Зоран Марјановић
46. Ивана Масниковић
47. Велимир Матејић
48. Душан Матић
49. Предраг Фердо Микалачки
50. Светлана Микалачки
51. Ивана Мијатовић
52. Душан Микоњић
53. Зоран Миладиновић
54. Павле Миладиновић
55. Славко Миленковић
56. Бранко Миљуш
57. Слободан Михаиловић
58. Александар Младеновић
59. Миодраг Млађовић
60. Драган Момиров
61. Љубица Мркаљ
62. Миодраг Нагорни
63. Мирко Најдановић
64. Марија Деак Немет
65. Ненад Николић
66. Мирјана Обрадовић
67. Зоран Пантелић
68. Рајко Петковић
69. Гордана Петровић
70. Ратомир Пешић
71. Милан Поповић
72. Божидар Продановић
73. Небојша Радојев
74. Соња Раденковић
75. Андријана Радојичић
76. Бранко Раковић
77. Александар Расулић
78. Јелена Рачић
79. Владимир Ристивојевић
80. Ана Драговић Ристић
81. Миодраг Рогић
82. Едвина Романовић
83. Рада Селаковић
84. Мехмед Слезовић
85. Жарко Смиљанић
86. Мирослав Станојловић
87. Милан Сташевић
88. Радмила Степановић
89. Дивна Тилић Стефановић
90. Миливоје Мића Стоиљковић
91. Оливера Стојадиновић
92. Добри Стојановић
93. Љиљана Стојановић
94. Слађана Стојановић
95. Трајко Косовац Стојановић
96. Невенка Стојсаљевић
97. Зорица Тасић
98. Звонко Тилић
99. Зоран Тодовић
100. Станка Тодоровић
101. Драган Томић
102. Сенадин Турсић
103. Драгиша Ћосић
104. Бранислав Фотић
105. Даниела Фулгоси
106. Нусрет Хрвановић
107. Никола Царан
108. Золтан Цикора
109. Драган Цоха
110. Павел Чањи
111. Петар Шади
112. Биљана Шево
113. Ивана Швабић